# Elvira Gras
Elvira Gras Garro (Madrid, 13 marzo 1959) è un'ex cestista spagnola.

## Carriera
Con la Spagna ha disputato due edizioni dei Campionati europei (1980, 1983).